# Station Achères - Grand Cormier
Achères - Grand Cormier is een spoorwegstation in Frankrijk. Het ligt niet in de gemeente Achères, maar in Saint-Germain-en-Laye. Het is een station dat door de SNCF in gebruik is op de spoorlijn van Paris Saint-Lazare naar Le Havre en ligt op kilometerpunt 21,250 van die lijn.
Het ligt aan lijn A van de RER.

## Treindienst
| Serie | Treinsoort        | Route | Bijzonderheden |
| ----- | ----------------- | --- | -------------- |
| RER A | RER (SNCF / RATP) | [ [ Cergy-le-Haut – ] / [ Poissy – Achères - Grand Cormier – ] Maisons-Laffitte – ] / [ Saint-Germain-en-Laye – Rueil-Malmaison – Nanterre-Université – ] Nanterre-Préfecture – La Défense – Châtelet - Les Halles – Paris-Lyon – Vincennes – [ Fontenay-sous-Bois – La Varenne - Chennevières – Boissy-Saint-Léger ] / [ Val de Fontenay – Bry-sur-Marne – Noisy-le-Grand - Mont d’Est – Torcy – Marne-la-Vallée - Chessy ] |                |